# Notiophilus dostali
Notiophilus dostali – gatunek chrząszcza z rodziny biegaczowatych i podrodziny Nebriinae.

## Taksonomia
Gatunek ten opisany został w 2011 roku przez Arvīdsa Barševskisa na podstawie odłowionego w 1976 roku samca, a jego epitet gatunkowy nadano na cześć Alexandra Dostala.

## Opis
Ciało długości 5,04 mm, jednobarwne, czarne z metalicznym, mosiężnym połyskiem. Głowa nieco węższa od przedplecza. Oczy duże, półkuliste. Nadustek z nieregularnymi żeberkami. Pierwsze cztery człony czułków rudawo ciemnobrązowe, reszta czarna. Środkowa część przedplecza niemal gładka, podczas gdy boki grubo punktowane. Linia środkowa przedplecza głęboko wciśnięta tylko na środku, z przodu i z tyłu zatarta. Tylne kąty ostre. Spód tułowia silnie punktowany. Pokrywy o bokach niemal równomiernie wydłużonych i owalnie wypukłych, a ich rzędy złożone z delikatnych punktów dobrze widoczne są jedynie w części nasadowej i bocznych. Pierwszy rząd pokrywy graniczy ze szczątkowym rzędem przytarczkowym. Drugi międzyrząd pokryw prawie tak szeroki jak dwa kolejne razem. Na czwartym międzyrzędzie uszczecinione punkty. Męskie narządy rozrodcze o blaszce edeagusa szerokiej w części wierzchołkowej, a wąskiej w części zesklerotyzowanej.

## Rozprzestrzenienie
Gatunek znany wyłącznie z Himalajów Zachodnich w indyjskim stanie Himachal Pradesh.